# Adam Olbracht Przyjemski
Adam Olbracht Przyjemski (także Adam Wojciech Przyjemski), (ur. 1590  – zm. 27 lipca 1644) – kasztelan gnieźnieński w latach 1640–1644, oboźny koronny (dworski) w latach 1621–1640, starosta kowalski w latach 1615–1623, starosta kruszwicki w 1618 roku, dworzanin królewski w 1615 roku.

## Życiorys
Adam Olbracht Przyjemski urodził się ok. 1590 w polskiej rodzinie szlacheckiej Przyjemskich herbu Rawicz, jako syn Andrzeja i Katarzyny z Leszczyńskich herbu Wieniawa. Jego ojciec był kasztelanem gnieźnieńskim i marszałkiem nadwornym.
Studiował w Monachium w 1606 roku, w Dillingen i Ingolstadt w 1608 roku.
Przyjemski w 1618 otrzymał intratne starostwo kowalskie a w 1621 został koniuszym koronnym.
W latach 1621–1626 jako oboźny koronny (dworski) brał udział w wojnie ze Szwecją. Walczył w Inflantach, Prusach Królewskich oraz o deltę Wisły.
W 1640 został mianowany kasztelanem gnieźnieńskim, co uprawniało go do zasiadania w senacie Rzeczypospolitej.
Przyjemski był posiadaczem znacznego majątku, posiadał miasta Osieczna, Miejska Górka oraz kilkanaście wsi w powiecie krobskim, okazał się bardzo sprawnym administratorem. Wykorzystując swoje wpływy wyjednał w 1623 przywileje dla podupadłego miasteczka Miejska Górka przyczyniając się do jego powtórnego rozwoju. W swoich posiadłościach osadzał emigrantów protestanckich z Czech, Niemiec oraz Śląska, uciekających przed prześladowaniami wojny trzydziestoletniej. W 1632 na terenie wsi Sierakowo założył miasto Rawicz. Przyjemski uzyskał dla niego szereg przywilejów królewskich. Miasto zaprojektował i dokonał pomiarów wrocławski architekt Flandrin. W Rawiczu budowano kramy i jatki, odsprzedawane potem mieszczanom. Miasto jako ośrodek sukienniczy rozwijało się bardzo szybko, gdy w 1643 zabrakło działek pod zabudowę Przyjemski odstąpił na ten cel 137 placów.
Poseł województwa poznańskiego i kaliskiego na sejm 1624 i 1631 roku.
Poseł na sejm koronacyjny 1633 roku, sejm zwyczajny 1635 roku, sejm zwyczajny 1637 roku, sejm 1638 roku, sejm 1640 roku.
Przyjemski był fundatorem klasztorów franciszkanów na Goruszkach k/ Miejskiej Górki i w Osiecznej, kościoła św. Michała w Osieku oraz kościoła protestanckiego w Rawiczu (1639).
Adam Olbracht Przyjemski zmarł w 1644, został pochowany w kościele św. Trójcy w Osiecznej. Do czasów współczesnych zachowały się epitafia i portrety trumienne Przyjemskiego i jego żony Anny Konstancji Grudzińskiej.

## Życie prywatne
Adam Przyjemski był dwukrotnie żonaty. W 1618 zawarł związek małżeński z Zofią Grzymułtowską, która zmarła w 1620 roku. W tym samym roku ożenił się z Anną Konstancją Grudzińską, mieli jedno dziecko, córkę Zofię Teresę, która wyszła za Aleksandra M. Kostkę.